# Arundinella spicata
Arundinella spicata är en gräsart som beskrevs av Nicol Alexander Dalzell. Arundinella spicata ingår i släktet Arundinella och familjen gräs. Inga underarter finns listade i Catalogue of Life.